# فهرست سفیران ایران در ایتالیا
فهرست سفیران ایران در ایتالیا به شرح زیر است:

## آق‌قویونلو
- حاجی محمد (آزی مامت) ۸۶۸ ه‍.ق.[پانویس ۱]
- قاسم حسن ۸۶۹ ه‍.ق.[پانویس ۲]

## قاجاریه
- نریمان قوام‌السلطنه ۱۲۷۵ ه‍.خ.
- میرزا ملکم خان (نظام‌الدوله) ۱۲۷۸–۱۲۸۷ ه‍.خ.
- محمدابراهیم غفاری (معاون‌الدوله) ۱۲۸۷–۱۲۸۸ ه‍.خ.
- اسحاق مفخم‌الدوله (مفخم) ۱۲۸۸–۱۲۹۰ ه‍.خ.
- علی امین‌الملک (سپس‌تر امین‌الدوله، سفیر فوق‌العاده برای تسلیت مرگ ویکتور امانوئل دوم) ۱۲۹۵ ه‍.ق.
- حمید سیاح ۱۲۹۹ ه‍.خ.
- مصطفی صفاءالممالک (پیرنیا) ؟–مرداد ۱۳۰۳ ه‍.خ.
- غفار جلال‌السلطنه (غفار جلال علاء)

## پهلوی
- ابوالقاسم عمید خرداد ۱۳۰۴–۱۳۰۷
- فتح‌الله پاکروان بهمن ۱۳۰۷–دی ۱۳۰۹

؟
- انوشیروان سپهبدی آذر ۱۳۱۲–خرداد ۱۳۱۵
- محمد ساعد خرداد ۱۳۱۵–فروردین ۱۳۱۷
- مصطفی عدل ۱۳ تیر ۱۳۱۷–۲۱ آبان ۱۳۲۰

اشغال ایران توسط متفقین
- فتح‌الله پاکروان تیر ۱۳۲۵–مهر ۱۳۲۸
- محمود جم ۱۳۲۸–۱۳۲۹
- علی منصور ۶ تیر ۱۳۲۹–خرداد ۱۳۳۱
- غلامعلی نظام خواجه‌نوری (کاردار) ۱۳۳۱–۱۳۳۲
- ابراهیم زند
- موسی نوری اسفندیاری مرداد ۱۳۳۶–بهمن ۱۳۳۸
- جمال امامی (جمال‌الدین امامی خویی) ۱۳۳۸–۱۳۴۲
- حسن ارسنجانی ۱۷ فروردین ۱۳۴۲–۲۶ شهریور ۱۳۴۳
- محمدعلی مسعود انصاری ۱۳۴۳–۱۳۴۷
- جلال عبده ۱۳۴۷–۱۳۵۰
- علینقی سعید انصاری اسفند ۱۳۵۰–شهریور ۱۳۵۶
- هرمز قریب شهریور ۱۳۵۶–اسفند ۱۳۵۶
- حسین معنوی (کاردار موقت) اسفند ۱۳۵۶–شهریور ۱۳۵۷
- شعاع‌الدین شفا[پانویس ۳] شهریور ۱۳۵۷–بهمن ۱۳۵۷

## جمهوری اسلامی
- پرویز زاهدی (کاردار موقت) بهمن ۱۳۵۷–بهمن ۱۳۵۸
- اسکندر رستگار (کاردار) ۱۳۵۸–۱۳۵۹
- سید محمدباقر نصیرالسادات سلامی شهریور ۱۳۵۹[۱] – ۱۳۶۰
- محمدحسین نقدی (کاردار) تیر ۱۳۶۰ – ۳۰ فروردین ۱۳۶۱[۲]
- غلامعلی حیدری خواجه‌پور ۱۳۶۱–آذر ۱۳۶۵
- حمید ابوطالبی ۱۳۶۶–۱۳۷۰
- سید مجید هدایت‌زاده آذر ۱۳۷۰–۱۳۷۷
- علی آهنی ۱۳۷۷-‍۱۳۸۰
- بهرام قاسمی ۱۳۸۰–۱۳۸۵
- ابوالفضل ظهره‌وند ۱۳۸۵–۱۳۸۶
- فریدون حق‌بین  ۱۳۸۶–۱۳۸۸
- سید محمدعلی حسینی ۱۳۸۸–۱۳۹۲
- جهانبخش مظفری ١٣٩٢–١٣٩٧
- حمید بیات ۱۳۹۷–۱۴۰۱
- محمدرضا صبوری ۱۴۰۱–تاکنون